# Ahmad al-Ghashmi
Ahmad (Hussein) al-Ghashmi, född 1938, död 24 juni 1978 i Sanaa, Jemen, var Nordjemens president 1977 - 1978.
Han övertog makten när Ibrahim al-Hamadi blev mördad 11 oktober 1977 och valdes till president i april 1978. Han blev själv mördad två månader senare av en bomb i en portfölj då även ett sändebud från Sydjemen dödades.
Han efterträddes av Abdul Karim Abdullah al-Arashi.